# 硫酸ニッケル(II)
硫酸ニッケル(II)（りゅうさんニッケル に、英: nickel(II) sulfate）は、化学式が NiSO4 で表されるニッケルの硫酸塩であり、無水物は緑黄色の結晶。6水和物は青緑色の針状の固体である。水に溶けやすく、緑色の水溶液は酸性を示す。エタノールなどの有機溶媒には溶けない。加熱すると分解して三酸化硫黄と酸化ニッケル(II)を生成する。ニッケルめっきに用いられるが、毒性があるので取り扱いには注意を要する。

## 反応
加熱すると分解して三酸化硫黄と酸化ニッケル(II)を生成する。
{\displaystyle {\ce {NiSO4 -> SO3\ + NiO}}}